# دربند (خرمشهر)
دُربَند روستایی است از توابع بخش مرزی شهرستان خرمشهر در استان خوزستان در جنوب ایران.
این روستا در قسمت شمال غربی به طرف مرز ایران و عراق (شلمچه) ودرفاصله ۵/۳ کیلومتری با ارتفاع حدود ۳ متر از سطح دریا با آب وهوای گرم وخشک، در دشت، کنار اروندرود حومه غربی خرمشهر واقع گردیده است۰دارای یک دبستان دخترانه و پسرانه به نام مرزداران می باشد. زبان مردم این روستا عربی و مذهب شیعه دارند. این روستا دارای یک خانه بهداشت است.